# Музей мистецтв Ліхтенштейну
Музей мистецтв Ліхтенштейну (нім. Kunstmuseum Liechtenstein) — державний музей сучасного мистецтва у Вадуці. 

## Історія
1967 року Ліхтенштейн отримав у дар десять картин, які стали основою Державного зібрання мистецтва. Першим куратором колекції був призначений ліхтенштейнський історик доктор Георг Малін. Він розширив колекцію творами сучасного мистецтва з інших країн. Будівля музею була споруджена за підтримки групи приватних інвесторів, уряду Ліхтенштейну та адміністрації Вадуца. У серпні 2000 року будівля була офіційно передана в дар державі. Будівництво велося за проектом швейцарських архітекторів Майнрада Моргера (нім. Meinrad Morger), Генріха Дегело (нім. Heinrich Degelo) та Кристіана Кереца (нім. Christian Kerez) й було завершено у листопаді 2000 року. Музей був формально відкритий 12 листопада 2000 року. Тоді була створена громадська фундація для керування роботою музею. Директором музею є Фрідеманн Мальш (нім. Friedemann Malsch).

## Колекція
Колекція музею включає твори сучасного мистецтва з різних країн та охоплює період з XIX століття до наших днів. Найважливішу частину експозиції становлять скульптури та інсталяції, а також роботи в стилі Арте повера. 2006 року музей придбав колекцію кельнського галериста Рольфа Ріке (нім. Rolf Ricke), до якої входять роботи Дональда Джадда, Річарда Серра, Річарда Артшвагера, Білла Боллінгера, Фабіана Маркаччо, Стівена Парріно, Девіда Ріда, Кейта Сонньера та Джесіки Стокголдер.

## Виставки
У музеї було проведено виставки таких художників, як Отто Фрейндліх, Готфрід Хенеггер, Лейко Ікемура, Ріта Макбрайд, Пауль Клее, Йохен Герц, Андре Томкінс, Франтішек Купка, Енді Воргол, Фабіан Маркаччіо, Алігьєро Боетті, Фред Сандбек, Георг Малін, Шон Скаллі, Маттс Лайдерштам, Фердинанд Нігга, Моніка Сосновська, Йозеф Бойс, Томас Шютте, Казимир Малевич, Мартін Фроммельт, Матті Браун, Кристіан Болтанські, Готгард Граубнер, Білл Болінгер, Гюнтер Фрутрунк та ін.